# Giuseppe Matarrese
Giuseppe Matarrese (ur. 3 czerwca 1934 w Andria, zm. 27 czerwca 2020 w Frascati) – włoski duchowny rzymskokatolicki, biskup Frascati w latach 1989–2009.

## Życiorys
Święcenia kapłańskie przyjął 15 marca 1959. 11 listopada 1989 został mianowany biskupem Frascati. Sakrę biskupią otrzymał 16 grudnia 1989. 2 lipca 2009 przeszedł na emeryturę.